# باشگاه فوتبال سوبو
باشگاه فوتبال سوبو که قبلاً به دلایل حمایت مالی با نام‌های سلنت سوبو و تلیکام سوبو شناخته می‌شد، یک تیم فوتبال آماتور است که در لائه، پاپوآ گینه نو واقع شده است. به نظر می‌رسد این باشگاه از دهه ۱۹۸۰ وجود داشته است.
این باشگاه در داخل کشور یکی از موفق‌ترین باشگاه‌ها در تاریخ فوتبال پاپوآ گینه نو است، که پنج عنوان مسابقات قهرمانی ملی پاپوآ گینه نو را به‌طور متوالی از سال ۲۰۰۱ تا ۲۰۰۵ کسب کرده است، که این رکورد داخلی با یونیورسیتی اینتر مشترک است. این باشگاه همچنین در دو دوره از لیگ قهرمانان اقیانوسیه شرکت کرد، اما نتوانست امتیازی کسب کند.
از زمان معرفی لیگ ملی فوتبال در سال ۲۰۰۶، این باشگاه وضعیت آماتور خود را حفظ کرده و عمدتاً در مسابقات منطقه‌ای شرکت کرده است.